# Romneja
Romneja (lat. Romneya), maleni biljni rod iz porodice makovki kojoj propadaj udvije vrste trajnica i polugrmova iz Kalifornije i sjeverozapadnog Meksika (Sinaloa).

## Vrste
1. Romneya coulteri Harv.
2. Romneya trichocalyx Eastw.